# Le Logis de l'horreur

Le Logis de l'horreur (Der Unheimliche Gast) est un film allemand de Julien Duvivier réalisé en 1922.

## Fiche technique
- Réalisation : Julien Duvivier
- Scénario : Julien Duvivier
- Production : Les Films Julien Duvivier
- Images : Roger Bourgeois et Coteret
- Année : 1922
- Pays de production :  République de Weimar
- Image : noir et blanc
- Son : Muet
- Durée : 20 minutes - 510m

## Distribution
- Jeanne Helbling : Elle
- Hugues de Bagratide : Le solitaire
- Max Haker : Lui
- Jean Lorette : Le prisonnier